# Quirimbas
Quirimbas is een eilandengroep gelegen aan de kust van Mozambique aan de Indische Oceaan nabij de plaats Pemba, hoofdstad van provincie Cabo Delgado.
De archipel bestaat uit 27 eilanden waaronder Ibo, Matemo, Quilaluia, Quirimba, Quisiva en Rolas-eiland. De bevolking was oorspronkelijk gericht op visserij.
Het nationaal park Quirimbas' beslaat een gebied van 1500 km² waaronder de eilanden met mangrovebossen eromheen. Het park werd in 2002 opgericht.
De eilanden staan ook bekend als een goede duikplaatsen.